# Arbeitsgericht Lörrach

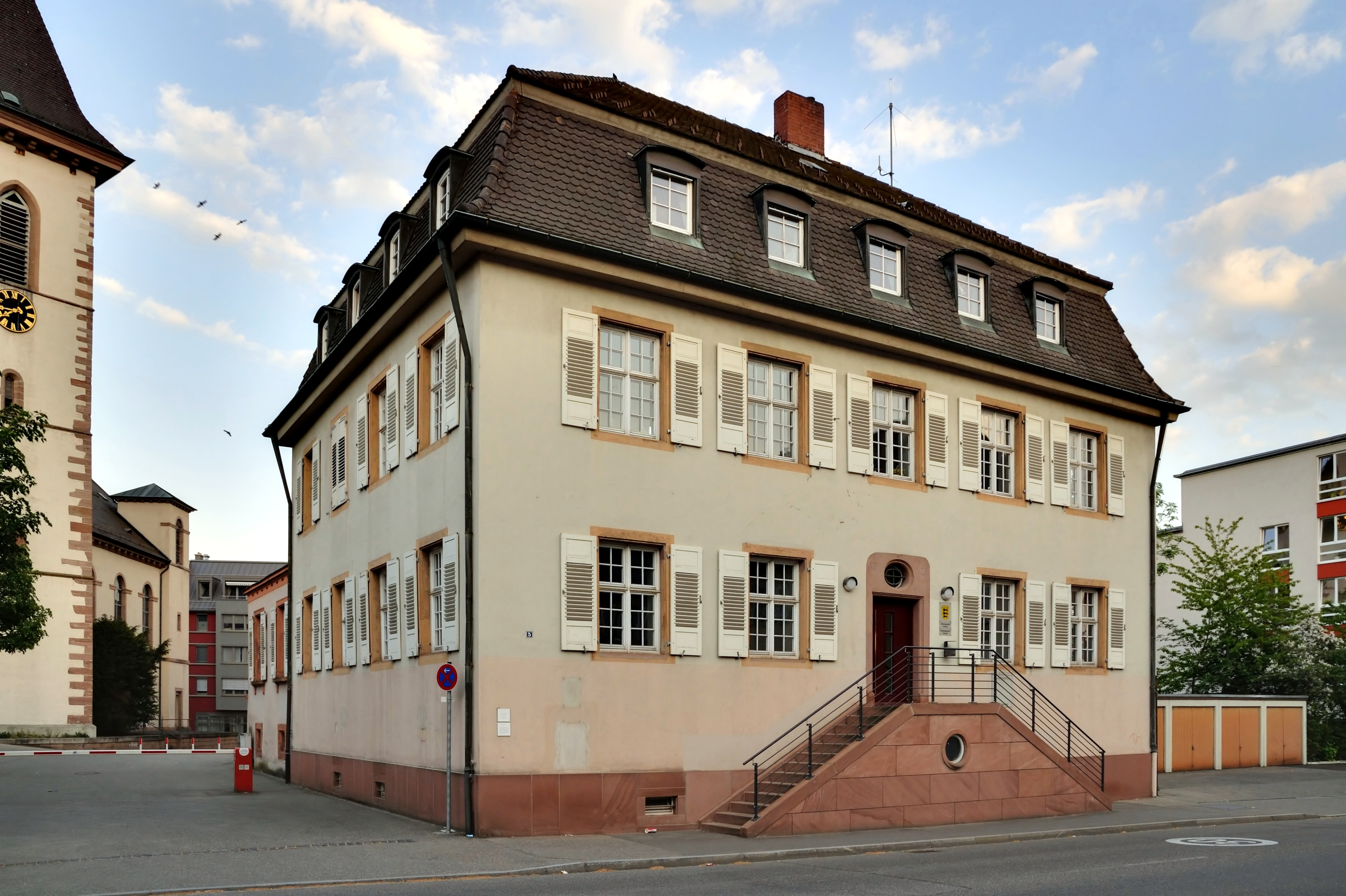
Arbeitsgericht Lörrach

Das Arbeitsgericht Lörrach war bis Ende 2017 ein Gericht der Arbeitsgerichtsbarkeit in Baden-Württemberg. Im Gebäude des Arbeitsgerichts Lörrach befindet sich eine kleine Gerichtsbibliothek mit Entscheidungssammlungen, Zeitschriften und Fachbücher vorwiegend zum Arbeitsrecht. Der reine Präsenzbestand dient in erster Linie den Rechtspflegern und Richtern; nach Absprache sind externe Besucher zugelassen. Das Gebäude des Arbeitsgerichts Lörrach wurde 1731 erbaut und beherbergte ursprünglich die alte Burgvogtei.

## Gerichtssitz und -bezirk
Das Gericht hatte seinen Sitz in Lörrach in der Weinbrennerstraße 5. Es unterhielt zwei Kammern in Radolfzell in der Seetorstraße 5.
Das Arbeitsgericht Lörrach mit seinem Direktor Claus-Peter Wahl war für arbeitsrechtliche Streitigkeiten aus dem Landkreis Lörrach, dem Landkreis Konstanz und dem Landkreis Waldshut zuständig.

## Übergeordnete Gerichte
Dem Arbeitsgericht Lörrach waren das Landesarbeitsgericht Baden-Württemberg und im weiteren Rechtszug das Bundesarbeitsgericht übergeordnet.

## Geschichte
Gemäß Arbeitsgerichtsgesetz vom 23. Dezember 1926 wurden in Deutschland Arbeitsgerichte gebildet. Diese waren nur in der ersten Instanz organisatorisch selbstständige Gerichte, die Landesarbeitsgerichte waren den Landgerichten zugeordnet. Am Landgericht Freiburg entstand so 1927 das Landesarbeitsgericht Freiburg als eines von sechs Landesarbeitsgerichten in der Republik Baden. Als erstinstanzliches Gericht entstand in Lörrach das Arbeitsgericht Lörrach. Sein Sprengel umfasste die Gerichtsbezirke der Amtsgerichte Lörrach, Schopfheim, Schönau und vom Amtsgerichtsbezirk Säckingen die Gemeinden Rheinfelden, Öflingen, Karkau, Nieder- und Oberschwörstadt.
Nach der Besetzung Deutschlands durch die Alliierten wurden 1945 zunächst alle Gerichte geschlossen. Die ordentlichen Gerichte wurden schon bald wieder eröffnet, während die Arbeitsgerichte zunächst nicht wieder eingerichtet wurden, so dass arbeitsgerichtliche Streitigkeiten von den ordentlichen Gerichten erledigt werden mussten. Gemäß Kontrollratsgesetz 21 vom 30. März 1946 sollten in Deutschland Arbeitsgerichte aufgebaut werden. Die Umsetzung in Baden erfolgte aber erst durch die Anordnung über die Errichtung der Arbeitsgerichtsbehörden vom 8. März 1949. Damit entstand das Arbeitsgericht Lörrach neu. Sein Sprengel umfasste jetzt die Gerichtsbezirke der Amtsgerichte Lörrach, Waldshut, Säckingen, Schopfheim, Müllheim und Schönau.
Als Folge der Bildung des Landes Baden-Württemberg wurde das Landesarbeitsgericht Freiburg 1956 aufgehoben. Seine Aufgaben übernahm das Landesarbeitsgericht Baden-Württemberg. 
Durch das baden-württembergische Gesetz zur Änderung des Gesetzes über die Gerichte für Arbeitssachen vom 24. Oktober 2017 wurde das Gericht zum 1. Januar 2018 aufgelöst. Seitdem bestehen in Lörrach auswärtige Kammern des Arbeitsgerichts Freiburg. Die Kammern in Radolfzell sind seitdem dem neu errichteten Arbeitsgericht Villingen-Schwenningen zugeordnet.